# غساينغ

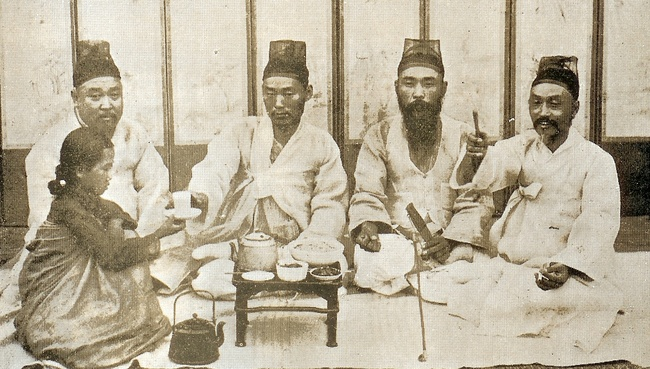
Kisaeng (1910)

غِساينغ أو غِنيو (بالكورية: 기녀) هن نساء يعملن لإمتاع الآخرين كالنبلاء من طبقة اليانغبان والملوك. ظهر الغساينغ في غوريو وكن مرفهات حكوميات رسميين واستخدموا في العديد من الأعمال. العديد منهن عملن في الحكومة ولكنهن أيضاً كن منتشرات في أنحاء كوريا. يتمزن الغساينغ في الفنون والشعر، ولكن موهبتهن كان يتم تجاهلها بسبب رتبتهم الاجتماعية. لعبن الغساينغ دوراً مهماً في التراث الثقافي لمملكة جوسون. العديد من الغساينغ نسين ولكن بعضهن ما زلن معروفات بسبب موهبتهم الفائقة وأشهرهن هي هوانغ جن إي.